# Acid rozmarinic
Acidul rozmarinic este un compus organic polifenolic natural, regăsit în multe ierburi aromatice, precum rozmarin (Salvia rosmarinus L.), perilla (Perilla frutescens L.), salvie (Salvia officinalis L.), mentă (Mentha arvense L.) și busuioc (Ocimum basilicum L.). A fost izolat și caracterizat în anul 1958 de chimiștii italieni Scarpatti și Oriente din rozmarin (Rosmarinus officinalis), de unde provine și denumirea sa. Este un ester de acid cafeic.